# Santo Antônio (Porto Alegre)
Pour les articles homonymes, voir Santo Antônio.

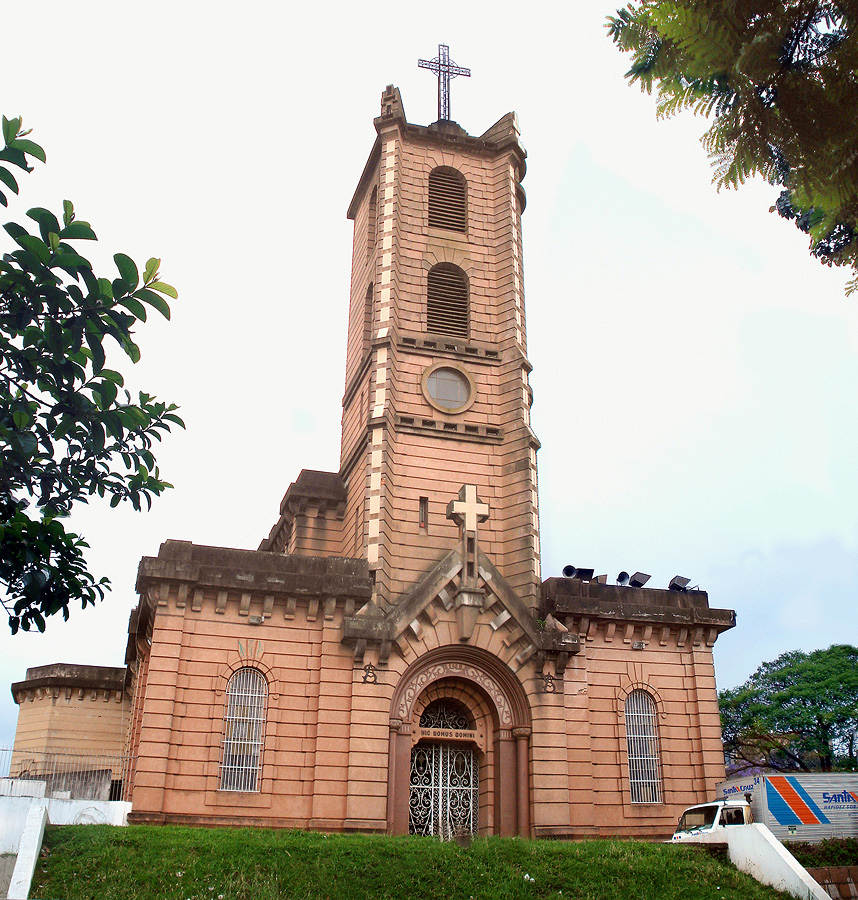
Église Santo Antonio à Porto Alegre au Brésil.

Santo Antônio est un quartier de la ville de Porto Alegre, capitale de l'État du Rio Grande do Sul.
Il a été créé par la Loi 2022 du 07/12/1959.

## Données générales
- Population (2000) : 14 392 habitants
  - Hommes : 6 341
  - Femmes : 8 051
- Superficie : 129 ha
- Densité : 101,57 hab/ha

## Limites actuelles
Des Travessa Onofre Pires, rue Plácido de Castro, rue Feliz et ru Mansão jusqu'à l'avenue Oscar Pereira ; de celle-ci, dans le sens Nord/Sud, jusqu'à la rue Caldre Fião, puis à la rue Humberto de Campos jusqu'à rencontrer l'avenue Bento Gonçalves ; de cette dernière jusqu'au point de jonction avec la Travessa Onofre Pires.
Il est entouré des quartiers Partenon, Azenha et Medianeira.

## Histoire
Une des rues les plus animées de Santo Antônio, la rue Vicente da Fontoura - ancienne rue de Boa Vista - fournit une bonne partie des connaissances historiques sur le quartier. Dans ses environs immédiats fût inauguré, en 1880, le Prado da Boa Vista. À l'époque, ces endroits faisaient partie des loisirs de fin de semaine et attiraient beaucoup de monde - les traditions gaúchas sont très liées au cheval.
Le quartier fournit un des meilleurs exemples de développement à partir des grandes voies de communication, dans ce cas les Routes du Mato Grosso (actuelle avenue Bento Gonçalves) et de Belém (actuelle avenue Oscar Pereira), le quartier se situant entre ces deux artères.
Son nom vient de l'église dédiée à saint Antoine de Padoue et qui fut construite sur le lieu destiné au temple du « Parthénon littéraire » (société qui donna origine au nom du quartier Partenon), en 1880.
Santo Antônio est marqué par le religieux, abritant diverses institutions religieuses telles que l'École Reine du Brésil, inaugurée en 1956, l'École Supérieure de Théologie et de Spiritualité, inaugurée en 1986 et l'Institut Frei Pacífico, inauguré en 1955. On y trouve aussi le collège lassaliste Santo Antônio, qui a commencé ses activités en 1913, bien que l'institution se trouve au Brésil depuis 1907.
Depuis 1994, un pôle culturel anime le quartier : les Archives historiques de Porto Alegre Moysés Vellinho, qui possèdent tous les documents produits dans la ville depuis le XVIIIe siècle. Le nom de la structure est un hommage rendu à un grand intellectuel de la société gaúcha qui fut un des acteurs de la Révolution de 1930.

## Aujourd'hui
Maillon important de la réunion des catholiques porto-alegrenses, l'église Santo Antonio réalise chaque année, le 13 juin, une procession en hommage au saint patron du quartier. Cette manifestation religieuse a compté, ces vingt-cinq dernières années, une moyenne de 10 000 participants à chaque fois.
Le quartier possède un important commerce local et un réseau de transport bien structuré.

## Note
1. ↑  Hippodrome